# Siêu đối xứng
Trong vật lý hạt, Siêu đối xứng (SUSY) là một đề xuất mở rộng của không-thời gian đối xứng có liên quan hai lớp cơ bản của các hạt cơ bản: Boson, trong đó spin có giá trị là số nguyên, và fermion, trong đó có spin bán nguyên. Mỗi hạt từ một nhóm có liên quan đến một hạt từ khác, nó được gọi là siêu đối, mà spin khác nhau bởi số bán nguyên. Trong một lý thuyết với không gián đoạn siêu đối xứng từng cặp siêu đối tác chia sẻ cùng khối lượng và số lượng tử nội tại bên cạnh spin, nhưng vì không có siêu đối tác đã được quan sát thấy chưa, siêu đối xứng phải là một đối xứng bị phá vỡ một cách tự nhiên. Sự thất bại của Large Hadron Collider tìm thấy bằng chứng cho siêu đối xứng đã khiến một số nhà vật lý cho rằng lý thuyết nên từ bỏ. Các thí nghiệm với Large Hadron Collider cũng mang lại một cực kỳ hiếm sâu hạt sự kiện mà nghi ngờ về siêu đối xứng. Một điểm yếu lớn của SUSY là nó không phải là giả, bởi vì mechanissm phá của nó và khối lượng tối thiểu trên đó nó được phục hồi chưa được biết. Khối lượng tối thiểu này có thể được đẩy lên với giá trị tùy ý, mà không bác bỏ sự đối xứng.
Siêu đối xứng khác đáng chú ý là từ đối xứng hiện nay được biết đến ở chỗ của nó tương ứng với phí bảo tồn (thông qua định lý Noether của) là một fermion gọi là supercharge và thực hiện spin -1 / 2, như trái ngược với một vô hướng (spin-0) hoặc vector (spin-1). Một siêu đối xứng cũng có thể được hiểu là fermionic (anticommuting) kích thước mới của không-thời gian, siêu đối tác của các tọa độ không-thời gian boson bình thường, và trong việc xây dựng lý thuyết này được cho là sống trong siêu không gian.
Có bằng chứng gián tiếp cho sự tồn tại của siêu đối xứng, chủ yếu ở dạng các chứng cứ để đánh giá khớp nối thống nhất đất nước. Siêu đối xứng cũng được thúc đẩy bởi các giải pháp cho một số vấn đề lý thuyết, cho thường cung cấp nhiều tài sản toán học mong muốn, và đảm bảo hành vi hợp lý tại năng lượng cao. Siêu đối xứng lý thuyết trường lượng tử thường là dễ dàng hơn nhiều để phân tích, như nhiều vấn đề trở nên chính xác khả năng giải quyết. Khi siêu đối xứng được áp dụng như là một địa phương đối xứng, lý thuyết của Einstein - Lý thuyết tương đối rộng được bao gồm tự động, và kết quả được cho là một lý thuyết về siêu hấp dẫn. Nó cũng là một tính năng của một ứng cử viên của một Lý thuyết của tất cả mọi thứ, Lý thuyết siêu dây.
Một động lực trung tâm để siêu đối xứng gần với TeV quy mô năng lượng là độ phân giải của vấn đề hệ thống phân cấp của Mô hình Chuẩn. Nếu không có các hạt siêu đối xứng thêm, các Boson Higgs khối lượng là tùy thuộc vào hiệu chỉnh lượng tử là rất lớn như một cách tự nhiên lái xe gần với khối lượng Planck cấm của nó tinh chỉnh đến một giá trị cực kỳ nhỏ. Trong lý thuyết siêu đối xứng, mặt khác, những hiệu chỉnh lượng tử được hủy bỏ bởi những người từ các siêu đối tác tương ứng trên quy mô phá vỡ siêu đối xứng, mà trở thành đặc trưng mới tự nhiên quy mô cho khối lượng hạt Higgs. Tính năng hấp dẫn khác của TeV quy mô siêu đối xứng là thực tế là nó thường cung cấp một ứng cử viên vật chất tối hạt ở quy mô lớn phù hợp với nhiệt tính toán phong phú di tích, cung cấp một cơ chế tự nhiên cho đối xứng điện yếu phá vỡ và cho phép chính xác năng lượng cao thống nhất của các tương tác yếu, các tương tác mạnh và tương tác điện từ. Vì vậy, kịch bản mà các đối tác siêu đối xứng xuất hiện với khối lượng không lớn hơn nhiều so với 1 TeV được coi là nổi được thúc đẩy bởi các nhà lý thuyết. Những tình huống này có ngụ ý rằng dấu vết thử nghiệm của siêu đối nên bắt đầu xuất hiện trong các va chạm năng lượng cao tại LHC tương đối sớm. Tính đến tháng 9 năm 2011, không có dấu hiệu có ý nghĩa của các siêu đối tác đã được quan sát thấy, được bắt đầu hạn chế đáng kể các hóa thân phổ biến nhất của siêu đối xứng. Tuy nhiên, tổng số không gian tham số của các phần mở rộng siêu đối xứng phù hợp của mô hình chuẩn là vô cùng đa dạng và không thể dứt khoát bác bỏ tại LHC.

## Ứng dụng

### Các siêu đối xứng Mô hình Chuẩn

Hủy bỏ các Boson Higgs bậc hai tái chuẩn hóa khối lượng giữa fermionic quark top vòng lặp và vô hướng dừng squark nòng nọc sơ đồ Feynman trong một phần mở rộng siêu đối xứng của Mô hình Chuẩn

Kết hợp siêu đối xứng vào Mô hình Chuẩn đòi hỏi tăng gấp đôi số lượng của các hạt vì không có cách mà bất kỳ của các hạt trong Mô hình Chuẩn có thể siêu đối tác của nhau. Với sự bổ sung của các hạt mới, có rất nhiều sự tương tác mới có thể. Mô hình siêu đối xứng đơn giản nhất có thể phù hợp với mô hình tiêu chuẩn là tối thiểu siêu đối xứng Mô hình Chuẩn (MSSM) có thể bao gồm các hạt mới bổ sung cần thiết mà có thể là siêu đối tác của những người trong Mô hình Chuẩn.
Một trong những động lực chính cho SUSY xuất phát từ sự đóng góp bình phương khác nhau với khối lượng Higgs phương. Sự tương tác cơ học lượng tử của hạt Higgs boson gây ra tái chuẩn hóa lớn của khối lượng Higgs và trừ khi có một hủy bỏ tình cờ, kích thước tự nhiên của khối lượng Higgs là quy mô cao nhất có thể. Vấn đề này được biết đến như là vấn đề phân cấp. Siêu đối xứng làm giảm kích thước của các hiệu chỉnh lượng tử bằng cách hủy tự động giữa các fermionic và boson Higgs tương tác. Nếu siêu đối xứng được phục hồi ở quy mô yếu, sau đó khối lượng Higgs có liên quan đến phá vỡ siêu đối xứng có thể được gây ra các tác dụng không gây xáo trộn nhỏ giải thích quy mô rất khác nhau trong tương tác yếu và tương tác hấp dẫn.
Trong nhiều mô hình tiêu chuẩn siêu đối xứng có một hạt nặng ổn định (chẳng hạn như neutralino) mà có thể phục vụ như một hạt nặng tương tác yếu (WIMP) ứng cử viên vật chất tối. Sự tồn tại của một ứng cử viên siêu đối xứng vật chất tối gắn chặt với R-chẵn lẻ.
Các mô hình tiêu chuẩn để kết hợp thành một lý thuyết siêu đối xứng thực tế là phải có động lực cơ bản của lý thuyết siêu đối xứng được, nhưng trạng thái cơ bản của lý thuyết này không tôn trọng đối xứng và siêu đối xứng được chia một cách tự nhiên. Giờ nghỉ siêu đối xứng không thể được thực hiện thường xuyên bởi các hạt của MSSM như họ đang xuất hiện. Điều này có nghĩa rằng có một lĩnh vực mới của lý thuyết đó là chịu trách nhiệm về vi phạm. Hạn chế duy nhất về lĩnh vực mới này là nó phải phá vỡ siêu đối xứng vĩnh viễn và phải cung cấp cho siêu hạt quần chúng tại quy mô TeV. Có rất nhiều mô hình có thể làm điều này và hầu hết các chi tiết của họ không có vấn đề. Để tham số các tính năng liên quan của siêu đối xứng vỡ, tùy mềm SUSY vi phạm các điều khoản được bổ sung vào lý thuyết mà tạm thời phá vỡ SUSY một cách rõ ràng nhưng không bao giờ có thể phát sinh từ một lý thuyết siêu đối xứng hoàn toàn phá vỡ.

## Siêu đối xứng trong hấp dẫn lượng tử
Siêu đối xứng là một phần của một doanh nghiệp lớn của vật lý lý thuyết thống nhất tất cả mọi thứ chúng ta biết về thế giới vật chất vào một khuôn khổ cơ bản duy nhất của định luật vật lý, được gọi là tìm kiếm một Lý thuyết của Tất cả mọi thứ (TOE). Một phần quan trọng của doanh nghiệp lớn hơn này là tìm kiếm một lý thuyết hấp dẫn lượng tử, trong đó sẽ thống nhất lý thuyết cổ điển của thuyết tương đối rộng và Mô hình chuẩn, điều này giải thích khác ba lực cơ bản trong vật lý (điện, các tương tác mạnh và yếu tương tác), và cung cấp một bảng màu của các hạt cơ bản mà tất cả bốn lực hành động. Hai trong số các phương pháp tiếp cận tích cực nhất để hình thành một lý thuyết hấp dẫn lượng tử là lý thuyết dây và lực hấp dẫn lượng tử vòng lặp (LQG), mặc dù về mặt lý thuyết, siêu đối xứng có thể là một thành phần của cách tiếp cận lý thuyết khác.
Cho lý thuyết dây để phù hợp, siêu đối xứng dường như được yêu cầu ở một mức độ (mặc dù nó có thể là một đối xứng bị phá vỡ mạnh mẽ). Trong lý thuyết hạt, siêu đối xứng được công nhận như là một cách để ổn định hệ thống phân cấp giữa quy mô thống nhất và quy mô điện yếu (hay boson Higgs khối lượng), và cũng có thể cung cấp một tự nhiên, ứng cử viên của vật chất tối. Lý thuyết dây cũng yêu cầu kích thước không gian phụ trợ phải được compactified như trong lý thuyết Kaluza-Klein.
Lực hấp dẫn lượng tử vòng lặp (LQG) dự đoán không có kích thước không gian thêm, cũng không phải bất cứ điều gì khác về vật lý hạt. Những lý thuyết này có thể được xây dựng trong ba chiều không gian và một chiều thời gian, mặc dù trong một số lý thuyết LQG chiều là một tài sản nổi của lý thuyết, chứ không phải là một giả định cơ bản của lý thuyết. Ngoài ra, LQG là một lý thuyết hấp dẫn lượng tử mà không yêu cầu siêu đối xứng. Lee Smolin, một trong những người của LQG, đã đề xuất một lý thuyết hấp dẫn lượng tử vòng lặp kết hợp một trong hai siêu đối xứng hoặc kích thước thêm, hoặc cả hai, được gọi là "lực hấp dẫn lượng tử vòng II ".
Nếu bằng chứng thực nghiệm khẳng định siêu đối xứng trong các hình thức của các hạt siêu đối xứng như neutralino mà thường được cho là nhẹ nhất trong siêu đối, một số người tin rằng đây sẽ là một thúc đẩy lớn cho lý thuyết dây. Kể từ khi siêu đối xứng là một thành phần cần thiết của lý thuyết dây, bất kỳ siêu đối xứng phát hiện sẽ phù hợp với lý thuyết dây. Nếu Large Hadron Collider và các thí nghiệm vật lý hạt lớn khác không phát hiện các đối tác siêu đối xứng hoặc bằng chứng về các chiều dư, nhiều phiên bản của lý thuyết dây mà đã dự đoán một số siêu đối khối lượng thấp với các hạt hiện tại có thể cần phải được sửa đổi đáng kể. Sự thất bại của các thí nghiệm để khám phá một trong hai đối tác siêu đối xứng hoặc kích thước không gian bổ sung, như năm 2013, đã khuyến khích vòng hấp dẫn lượng tử nghiên cứu.